# She Loves Me Not (Papa Roach)
She Loves Me Not è il primo singolo dei Papa Roach dall'album Lovehatetragedy del 2002.
La canzone apparteneva al demo composto nel 1999 per la Warner Bros. ed è l'unica parzialmente rappata del disco LoveHateTragedy.

## Il video
Il video, diretto da Dave Meyers, rappresenta la band che suona in un luna park abbandonato dove un gruppo di ragazzi compie atti di vandalismo, tra cui fare skate, gettarsi nel fango, picchiarsi e utilizzarne le malmesse strutture; tutto questo avviene sotto gli occhi di un poliziotto poco lontano, che però non si accorge di nulla. Verso la fine del video, la band inizia a suonare in mezzo a una sorta di giostra che gira a velocità folle.
In questo video Jacoby Shaddix ha i capelli tinti di arancione.

## Tracce
Edizione pubblicata nel Regno Unito
1. "She Loves Me Not" (dirty version) – 3:33
2. "Naked in Front of the Computer" (Faith No More cover) – 2:13
3. "Blood Brothers" (live at the Crest Theatre, Sacramento, January 2000) – 3:09

Edizione limitata
1. "She Loves Me Not" – 3:31
2. "Life Is a Bullet" (live BBC 1 version) – 4:11
3. "Lovehatetragedy" (live BBC 1 version) – 3:12

Edizione pubblicata in Europa continentale
1. "She Loves Me Not" (album version) – 3:30
2. "Naked in Front of the Computer" – 2:12
3. "Tightrope" (rock version) – 3:34
4. "Blood Brothers" (live at the Crest Theatre, Sacramento, January 2000) – 3:09

Edizione pubblicata in Giappone
1. "She Loves Me Not" (radio version)
2. "M-80"
3. "Time and Time Again"

## Formazione
- Jacoby Shaddix - voce
- Jerry Horton - chitarra
- Tobin Esperance - basso
- Dave Buckner - batteria